# Flabellina parva
Flabellina parva är en snäckart som först beskrevs av Hadfield 1963.  Flabellina parva ingår i släktet Flabellina, och familjen Flabellinidae. Arten är reproducerande i Sverige.